# Феофан Леонтович-Дорумин
Феофан Леонтович-Дорумін (або Леонтович; в миру Федір; біля 1722, Золотоноша, Гетьманщина) — український релігійний діяч доби Гетьманщини, становий козак Золотоніської сотні Переяслівського полку, ігумен Монастиря Святого Духа у Вільнюсі, політвязень у Російській імперії.

## Життєпис
Федір Леонтович народився близько 1722 в козацькій родині в місті Золотоноша Золотоніської сотні Переяславського полку Війська Запорізького (нині Черкаська область, Україна). Батько — козак (нобіліс) Переяславського полку Війська Запорізького.
Навчався в Києво-Могилянській академії, після закінчення якої 1743 призначений учителем німецької мови в тій же Академії. Про те, коли саме він прийняв чернецтво, точних відомостей не знайдено, але відомо, що під реєстром послушників Києво-училищного Братського монастиря 1749 він підписався вже як «ієромонах Феофан духівник». 1755 Феофан обраний настоятелем Монастиря Святого Духа у у Вільнюсі з підпорядкуванням йому в той же час і всіх приписаних до нього монастирів.

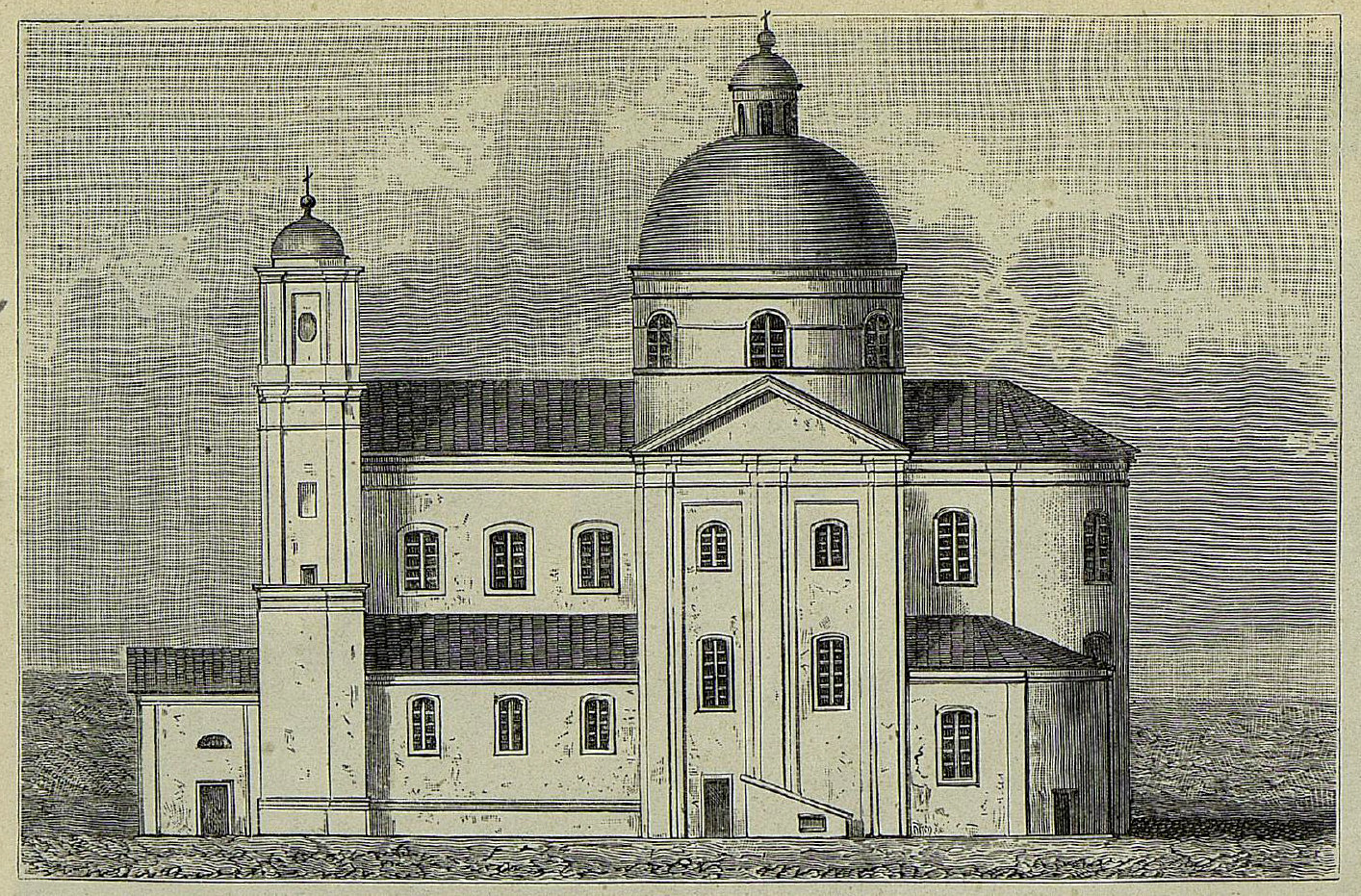
Монастир Святого Духа у Вільнюсі (1898)
Соборна церква Святого Духа

За скаргою світської і духовної католицької влади, а так само і православного мінського ігумена Феофана Яворського, Феофан Леонтович рішенням Священного Синоду 10 вересня 1757 за «непристойні вчинки» був усунутий від «старшинства віленського», отримавши наказ їхати на Гетьманщину, до Києва. Але Феофан в лютому 1758 самовільно, без паспорта, не здавши монастиря своєму наступнику, поїхав не до Києва, а до Варшави і потім до Санкт-Петербурга, аби виправдатися і доповісти про «важливу справу», що стосувалася православної церкви і російської держави. Але у Священному Синоді йому «не дозволено» було виправдатися, і сам він був узятий «під міцний караул»; не прийнятий був і його донос «про важливі терміни», як такий, що мав бути розглянутим Колегією закордонних справ, куди він і був відісланий під вартою 15 липня 1758.
Колегія закордонних справ Російської імперії незабаром звільнила Феофана Леонтовича від синодальної варти і надала йому квартиру з метою отримання від нього пояснень з приводу його розлогих уявлень про «людей греко-російського закону, що знаходяться в Польщі і Литві». Феофан у своїх поясненнях вказував на принижене становище православних в Польщі і в той же час пропонував засіб з усунення такої ненормальності. Але колегія визнала, що більшість рекомендованих ним заходів не можуть бути здійсненими; погодившись лише з тим, що в Польщі «треба заснувати комісара» за указом Петра І в 1722 , а також «не зайвим було би про запас скласти латинською або польською мовою скаргу греко-російської церкви в Польщі на римського папу і польські права», доручивши складання її Феофану. Він пробув у Санкт-Петербурзі близько дев'яти місяців і указом Священного Синоду від 29 січня 1759 був відпущений до Києва після відповіді Колегії іноземних справ, що «в ньому  колегія більше не має ніякої потреби».
В середині червня 1759 Феофан виконав доручення колегії закордонних справ і Священного Синоду і склав вищезгадану «Скаргу» латинською мовою під заголовком: «Plangor orthodoxae Graeco Ruthenae in Polonia ecclesiae adversus impiam episcopi Romani eiusque cleri pietatem et adversus iniquam Polonorum aequitatem, delatus apud sacrosanctam Rossiaci imperii Synodum, in sede Russorum Petropoli, anno Domini 1759». Київський митрополит Арсеній Могилянський, якому ця праця була подана для схвалення, зробив такий відгук про нього: «Цей Ваш твір не годиться; по-перше, тому, що зроблений коротко (5 аркушів, або 20 сторінок); по-друге, тому, що в справі захисту нашої греко-російської церкви в Польщі  нам належить, в силу указу Священного Синоду, вчиняти з римським папою вельми політично, а з польським міністерством користуватися помірними засобами».
1761 Феофан з приводу слідства, що велося над ним в Київській консисторії за скаргою багатьох осіб написав «Нелицезрительное приуготовление», найрізкіше з його пояснень, що сміливо критикувало, як то кажуть в синодальному визначенні, Священний Синод та «інші головні команди», а особливо петербурзького архієпископа Сильвестра, що стосувалося і інших «околиць, що не належали до нього, з уживанням до того ж дуже лайливих промов». У ньому Феофан Леонтович-Дорумин каже, що «Верховні пастирі всеросійської держави про нас, овець своїх, хто гірко гине довгий час в Польщі, ні найменшої радості та піклування не мають, що Священний Синод не тільки нас не захищає, а й сам ще до ворогів наших, римлян та уніатів, нас же, свою паству, гонить і озлобляти і розоряти міцно допомагає»; так само і «іноземна колегія вчиняє однією битою дорогою, тобто помірними засобами, якими, вже захищаючи нас 70 років, жодного благочестивого монастиря або церкви або церковного добра дати нам не могла, та й надалі ніколи не зможе».
24 серпня 1762 Феофан Леонтович був відпущений з Києва до Москви на два місяці «заради справлення своїх потреб». У Синоді йому дозволено було зробити подання про свої потреби, але заборонено з'являтися до двору імператриці Єлизавети Петрівни і обтяжувати кого-небудь з міністерства або придворних. У жовтні Феофан просив Священний Синод вирішити справу остаточно. 25 жовтня того ж 1762 він звернувся до графа Олексія Рюміна-Бестужева з проханням дати йому можливість закінчити «працю із захисту нашого греко-російського закону в польській державі». 11 листопада подав прохання до графа Олексія Орлова про піднесення государині «справи великоповажної, що стосується державного інтересу»; при цьому були представлені написані ним: «чолобитна Її Імператорській Величності» на 5-ти аркушах, на запит іноземної колегії і «Відповідь про тиранства римського папи». 8 листопада монах Феофан представив «Думку римського папи і всіх його кардиналів і таємних радників, з нагоди війни, що розгорілася між усіма государями католицького закону, в 1735 складену, невтішним поданням і щиро названу батьківським умовлянням і до усім католицьким государям Європи таємно розіслана, з кабінету ж французького короля через секретаря, таємного гугенота, відкрите, а від ієромонаха Феофана Леонтовича примітками, зібраними з політичної історії, засвідчене» (на семи великих аркушах, німецькою мовою).
24 листопада і 6 грудня ним же були подані дійсному статському раднику Івану Єлаґіну дві «Відповіді на Найвищий запит про те, яка політична користь може послідувати нашій Російській державі з нагоди захисту наших греко-російських сповідників у польській державі», на 7 аркушах, 7 пунктів і висновок. Відповідь на вищезазначені жовтневі доноси Феофана Леонтовича в Синод надійшла лише 20 грудня 1752, коли було визначено «провину його (зухвалість в „Нелицезрительном приуготовлении“), в силу милосердного указу Її Імператорської Величності від 22 вересня, відпустити; зобов'язати підпискою, щоб надалі таких сміливих вчинків робити аж ніяк не наважувався; втім провести належне слідство  щодо київського митрополита, для чого надати йому паспорт для проїзду до Києва, і якщо він принесе належне покаяння і матиме там несоромне життя та ставлення, то щодо визначення пристойного місця рішення залишається за тим же єпархіальним архієреєм».

Однак такий указ не був надісланий і Феофан Леонтович до Києва не поїхав з наступних причин: він зрозумів так, що «ніякого милосердя від найсвятіших пастирів йому не надано, але зроблено жорстоке визначення відправити його з безчестям до Києва і покарати, а справа його, яку він робив для знатної церковної і політичної користі Російської держави сім років, зовсім знищити і кинути». І ось 23 грудня він посилає графу Бестужеву-Рюміну чолобитну, в якій пояснює жорстоке ставлення до себе всеросійського уряду пастирів тим, що у своїй справі він
«Сміливо представив і виразно показав їх незграбність у потрібних для церковного уряду справах, некомпетентність на пастирських посадах, недбальство щодо церкви Христової, презирство до високомонарших грамот та іменних указів, порушення загальнокорисних церковних і політичних інтересів і пристрасті у приватних пустошах, а в судових рішеннях неправосуддя, не тільки законам, а й самому природному мисленню противне. Це роблять, продовжує він, не всі члени св. Синоду, бо одні з них (преосвященні Крутицький та Псковський) за правду стоять, інші (Новгородський, Рязанський та Тверський) на правду повстають, а треті (всі інші) до оголошення преосвященним Димитрієм своєї думки між правдою і неправдою тримають нейтралітет , а по оголошенні, тримають за думкою і волею його преосвященства без будь-яких підстав на страх. І для чого в Синоді за червоним сукном сидять, нехай самі скажуть? Преосвящ. Димитрій, щоб ще більше залякати  нейтралістів, і князя обер-прокурора на свою сторону схилив; і коли в Синоді преосвященний Димитрій почне, як лев, рикати, то бідні нейтралісти, залишивши закон Божий і государя, від Димитрієвих слів заптремтять і йому в усіх його думках будуть раболіпствувати... Аби не не стиати жертвами невгасимого полум'я люті Димитрія, змушений буду всі папери спалити, а сам відлучитися закордон».
Ця челобитна була послана графом Бестужевим-Рюміним з листом до імператриці 29 грудня, а 30 грудня графський лист був надісланий назад з власноручною позначкою імператриці: «оному ченцеві звідси не відлучатися, але чекати нашої резолюції». Такий іменний указ імператриці, за наказом Бестужева-Рюміна, синодальний обер-секретар С. Писарєв оголосив Синодальним членам і обер-прокурору. 13 січня 1763 Феофан Леонтович був викликаний до Синоду, і той же обер-секретар сказав йому, що Св. Синод «наказує вам нікуди без відома Синоду не відлучатися».
20 січня Феофан Леонтович знову подав Бестужеву-Рюміну чолобитну; в ній він «дякує» за залишення в Москві, просить сюди ж витребувати з Києва його справу і розібрати його виправдувальні відповіді при повному зібранні членів Священного Синоду, «в присутності судді, навмисне призначеного від Її Імператоської Величності»; впевнений, що «очиститься і стане біліший від снігу», бажає виправдання самої справи, а не милості особистого вибачення. 28 квітня Феофан Леонтович представив Священному Синоду свої «виправдувальні відповіді», тому що не можна ж «судити людину, спочатку не вислухавши її». В цей же день був оголошений царський указ імператриці (дійсним статським радником Тепловим) розглянути його чолобитні в комісії з церковних маєтків. Побоюючись, аби Феофан не спалив свої папери, 29 квітня вони винесли їх з його квартири на Крутицькому подвір'ї до комісії, а він сам був поміщений в синодальному домі під варту трьох солдатів. Скориставшись відлученням двох вартових і сном третього, Феофан 4 травня здійснив утечу, але через кілька днів був знайдений і поміщений під міцний караул у ставропігійному Симоновому монастирі. З червня розгляд комісією справи про нього тривав у Санкт-Петербурзі. Ця комісія, природно, звернула увагу на те, що серед його паперів була знайдена копія доносів ростовського архієрея Арсенія Мацеєвича 6 березня 1763 про архієрейські і монастирські вотчини, копія з інструкції, наданої цій же комісії, і копія з чолобитною московського митрополита Макарія і всього духовного чину до царя Івана Грозного про церковні вольності і про заборону конфіскації рухомих і нерухомих церковних маєтків. 

### Заслання
1764 закінчився розгляд справи про Феофана Леонтовича-Дорумина, і Комісія прийшла до висновку, що
«Таку неспокійну людину, що пішла на  пренахабні і безстрашні вчинки, всупереч правилам поведінки св. отця і державним законам, і в силу останніх підлягає жорстокому катуванню, слід віддалити всередину Росії, заславши туди, звідки б вона не мала способів втечі закордон».

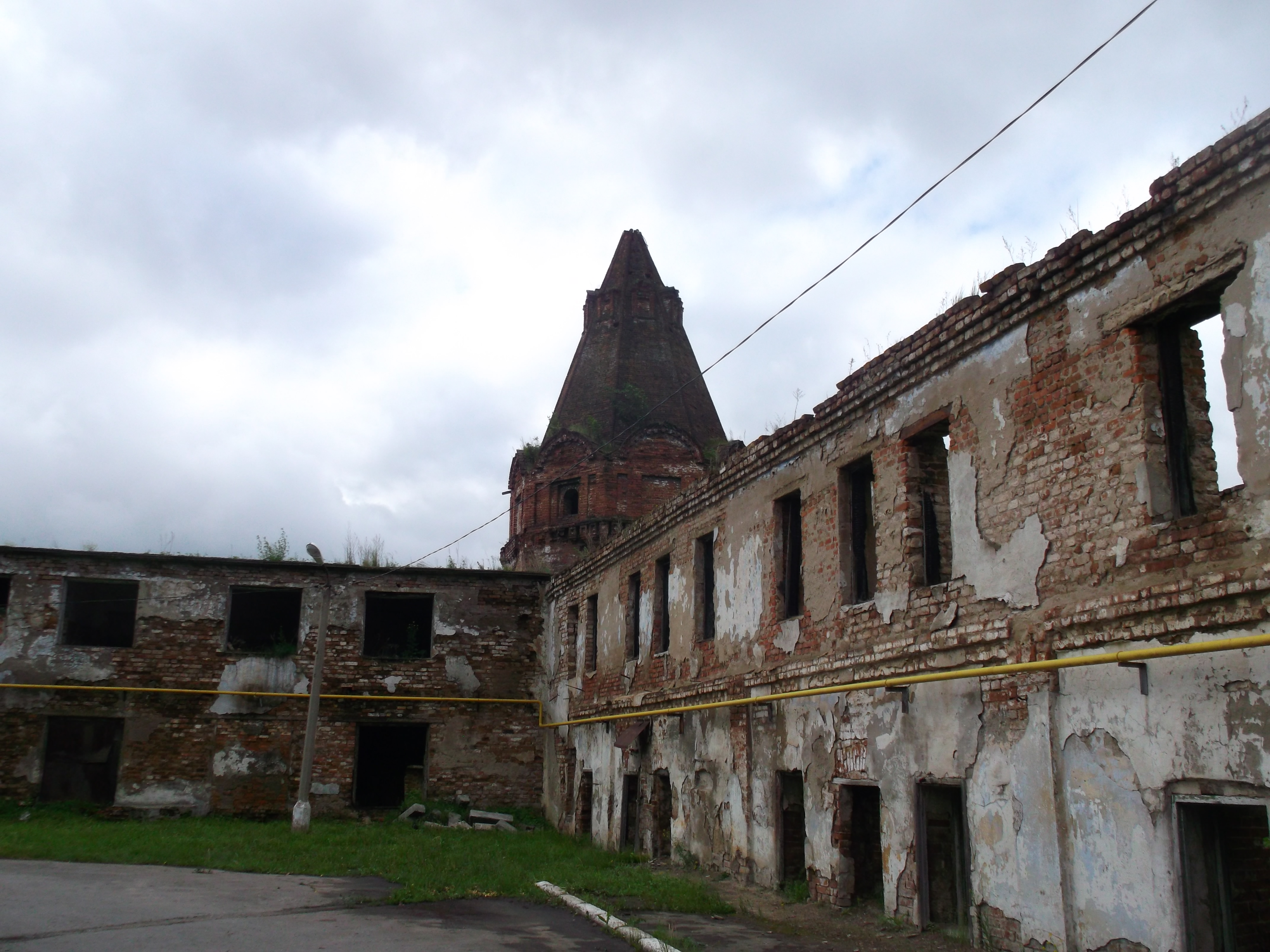
Далматовський монастир

Феофана заслали до Далматовського Успенського монастиря Тобольської єпархії (нині в місті Далматово Курганської області), аби включити його до штату цього монастиря, утримувати під міцним наглядом без священнослужіння у простому чернецтві, паперу і чорнила назащо не давати. У грудні Феофан Леонтович був відправлений з Москви, а в лютому 1765 привезений до Долматовського монастиря.
У наступному році тобольський митрополит Павло Конюскевич доносив Священному Синоду про «досить великий церковний заколот»: 23 червня Феофан Леонтович «прийшов до церкви перед закінченням літургії, на якій він раніше ніколи не бував, упав на коліна, і читав так, аби почули всі люди в церкві» написану ним чолобитну на ім'я імператриці про те, що він «має доносити про важливі інтереси» на архімандрита Долматового монастиря Іакинфа.

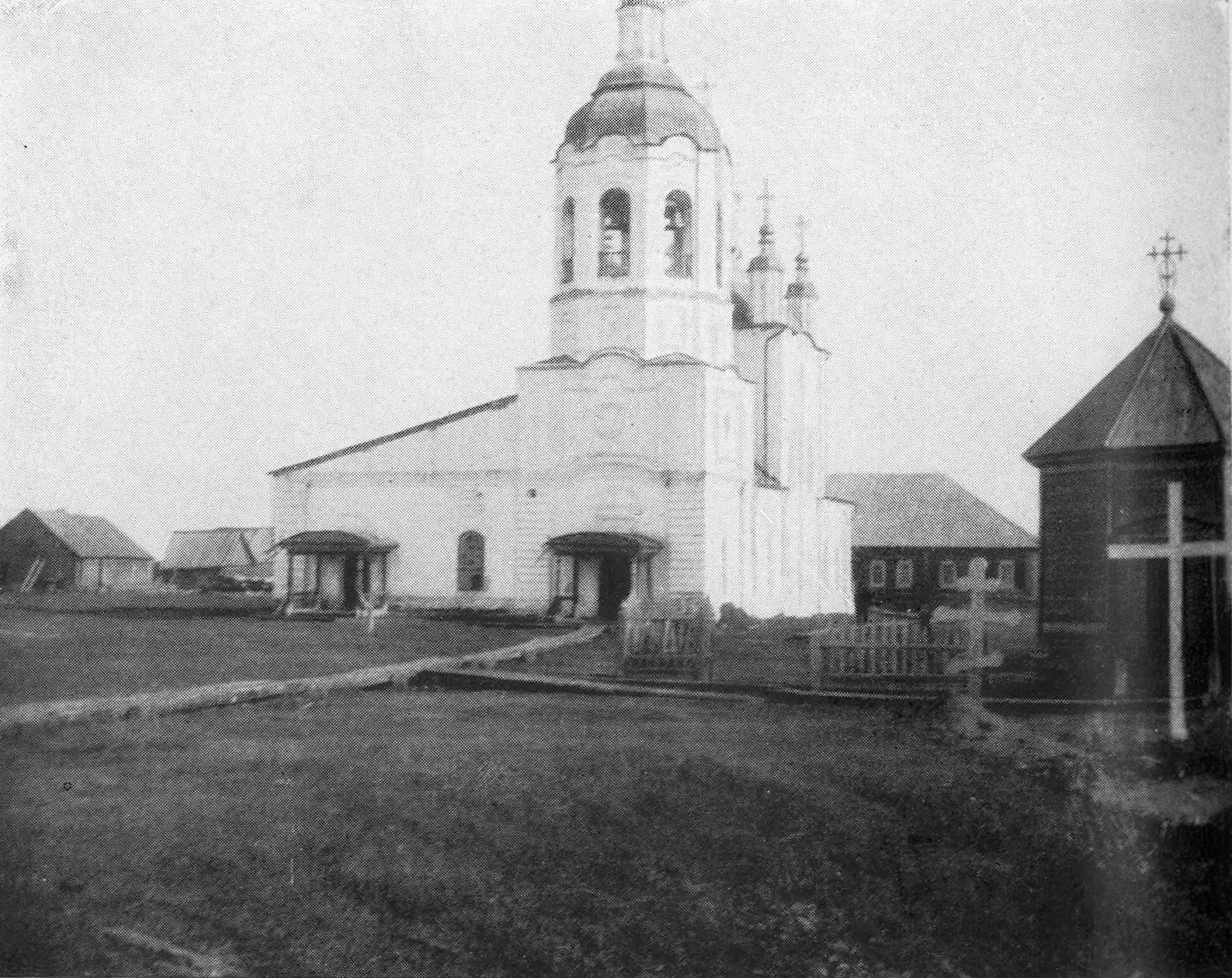
Туруханський монастир, 1913Знімок Ф. Нансена

З огляду на ці події і задля попередження можливої втечі закордон Феофан Леонтович був посланий до Туруханського Свято-Троїцького монастиря (нині село Туруханськ Красноярського краю), найвіддаленішого монастиря тієї ж єпархії. Тут він, знайшовни згоду з деякими ченцями, які дали йому папір, перо і чорнило, склав «ябедническое доношение», ніби штатна сума, що відпускається з мангазейської воєводської канцелярії на платню в Туруханський монастир розділяється архімандритом Амвросієм незаконно, і в той же час написав хибно до упом'янутої канцелярії «промеморію» від імені архімандрита про себе самого, що він не секретний арештант, що його не можна кувати в залізні кайдани і тримати в секретній в'язниці під вартою; каже, що м'ясо для ченців «безгрішний харч», бо і «від Бога надсилалося м'ясо брехні  пророку Ілії». Синодальним указом 20 грудня 1770 було велено зняти з Феофана камилавку і клобук надалі до виправлення і оголосити йому, що Священний Синод востаннє виказує до нього поблажливість.
Указом Синоду 12 березня 1780 Феофан Леонтович був повернений до Долматовського монастиря. З огляду на його зразкову поведінку  було порушене клопотання про повернення йому чернецтва та дозволу священнослужіння. 
1783 вийшов іменний указ імператриці про звільнення з-під варти ієромонаха Феофана і спрямуванні в монастир за його бажанням. Очевидно, після помилування в 1783 Феофан Леонтович був залишений в Тобольській єпархії.
Ще в 1780, при його переїзді з Туруханського до Долматовського монастиря через місто Єнісейськ, «кращі громадяни» Єнісейська просили Тобольського єпископа Варлаама Петрова залишити його в Єнісейському монастирі «для навчання їхніх дітей».
У листопаді 1782 Долматовський монастир, а в січні 1783 тобольський єпископ, клопочучись перед Священним Синодом про помилування Феофана Леонтовича, наводили і думку про те, що він буде «потрібен тут для священнослужіння» внаслідок «нестачі» в єпархії ченців.
1786 «учитель ієромонах Феофан Леонтович представив на користь Тобольської семінарії» свою працю «Compendium historiae universalis, opera et studia ... ex variis auctoribus collecta, dogmatibus ecclesiae orientalis conformiter adornata, ab opinionibus heterodoxis vindicata, in justum ordinem disposita, obscuris ac dubiis in locis illustrata »; там же він склав «Systema geographiae de natura et indole philosophiae»    .
Де і коли згасло «неспокійне» життя Феофана Леонтовича-Дорумина — цієї «гарячої» людини, достеменно невідомо.